# Habenaria rodgeri
Habenaria rodgeri är en orkidéart som beskrevs av William Wright Smith och Banerji. Habenaria rodgeri ingår i släktet Habenaria och familjen orkidéer.
Artens utbredningsområde är Burma. Inga underarter finns listade i Catalogue of Life.